# Meuccio Ruini
Meuccio Ruini, diminutivo di Bartolomeo (Reggio Emilia, 14 dicembre 1877 – Roma, 6 marzo 1970), è stato un politico italiano.
Fu ministro nel 1920 e nel 1944-1945, presidente del Senato nel 1953 e senatore a vita dal 1963.

## Biografia

### Dall'ingresso in politica agli incarichi governativi
Dopo la laurea in Giurisprudenza all'Università di Bologna, nel 1899 entrò nell'amministrazione dello Stato e nel 1912 divenne direttore generale per il Mezzogiorno presso il ministero dei lavori pubblici. Rispetto alla questione meridionale propugnava, al pari del lucano Francesco Saverio Nitti, un piano nazionale che stimolasse l'espansione produttiva del Paese e potesse in tal modo ridurre la cesura del Mezzogiorno dal resto d'Italia.
Già nel 1901 era stato iniziato Loggia massonica Rienzi di Roma.
Nel 1904 aveva aderito all'ala riformista del Partito Socialista Italiano e nel 1907 era stato eletto consigliere comunale di Roma e provinciale a Reggio Emilia.
Nel 1913 fu eletto deputato per la lista radicale nel collegio di Castelnuovo Monti, determinando una rottura con il partito socialista. Nello stesso anno fu nominato consigliere di Stato.
Prese parte al dibattito sulla partecipazione italiana alla prima guerra mondiale su posizioni fieramente interventiste, e allo scoppio del conflitto si arruolò come volontario, meritandosi l'elogio di Francesco Saverio Nitti alla Camera e del generale Diaz e ottenendo una medaglia d'argento al valor militare. A gennaio 1919 entrò a far parte del governo Orlando come sottosegretario all'Industria, Commercio e Lavoro, e tenne l'incarico sino al marzo 1920, anche sotto il governo Nitti I. Alle elezioni del novembre 1919 fu rieletto deputato per la lista radicale. Nell'effimero governo Nitti II, rimasto in carica dal 22 maggio al 10 giugno 1920, rivestì la carica di ministro delle colonie.

### L'opposizione al fascismo
Nettamente avverso al fascismo, Ruini avviò una coraggiosa campagna contro il regime dalle colonne del quotidiano Il Mondo. Nel novembre del 1924, pur non essendo parlamentare, si unì alle opposizioni durante la secessione dell'Aventino e aderì quindi all'Unione Nazionale di Giovanni Amendola. Nel 1927 fu estromesso dal Consiglio di Stato, costretto ad abbandonare tutte le attività politiche e privato dell'esercizio dell'avvocatura e dell'insegnamento, vivendo di una modesta pensione. Si dedicò allora principalmente agli studi storici.
Nel 1942 fondò in clandestinità, con Ivanoe Bonomi, il partito della Democrazia del Lavoro di cui fu anche segretario. Alla caduta del fascismo fu tra i promotori del Comitato delle forze antifasciste e poi del C.L.N. in rappresentanza di Democrazia del Lavoro. Entrò a far parte della Consulta nazionale.
Fu ministro senza portafoglio nel Governo Bonomi II (giugno-dicembre 1944) e ministro dei lavori pubblici nel Governo Bonomi III (dicembre 1944-giugno 1945). Fu poi ministro per la Ricostruzione nel governo Parri (giugno-dicembre 1945).
Dal gennaio del 1945 era intanto diventato presidente del Comitato interministeriale della ricostruzione (CIR) e presidente del Consiglio di Stato, che presiedette sino al raggiungimento dei limiti d'età, il 14 dicembre 1947. Suo consigliere economico nonché capo di gabinetto fu il giovane economista Federico Caffè.

### Deputato alla Costituente
Il 2 giugno 1946 fu eletto deputato all'Assemblea Costituente, e divenne presidente della "Commissione dei 75", incaricata di redigere il testo costituzionale. Gli fu riconosciuta, da presidente della Commissione dei 75, la dote di mediatore tra le diverse istanze politiche e sociali che si manifestarono durante la stesura della Costituzione.

### La presidenza del Senato
In virtù della terza disposizione transitoria e finale della Costituzione, Ruini, che era stato deputato per tre legislature senza compromissioni con il fascismo, divenne senatore di diritto della I legislatura della Repubblica Italiana e aderì al gruppo misto.
Fine conoscitore del regolamento parlamentare, il 24 marzo 1953 fu eletto presidente del Senato in sostituzione di Giuseppe Paratore, dimessosi il giorno precedente mentre era in corso l'ostruzionismo parlamentare delle opposizioni per ostacolare il tentativo della maggioranza di approvazione di una contestata riforma elettorale. Nel discorso di insediamento dichiarò:
(Senato della Repubblica, Verbale della seduta del 25 marzo 1953)
Nei pochi giorni di presidenza - il Parlamento sarebbe stato sciolto dal presidente della Repubblica il 4 aprile - fu duramente contestato per l'atteggiamento avuto durante il dibattito sulla cosiddetta legge truffa. Poco prima che il testo di legge fosse messo ai voti senza discussione degli emendamenti - la maggioranza aveva infatti posto la questione di fiducia sul provvedimento - l'ex presidente dell'Assemblea Costituente Umberto Terracini, membro del gruppo comunista, dichiarò nei suoi confronti:
(Senato della Repubblica, Verbale della seduta del 26 marzo 1953, p. 40777)
L'indomani, a provvedimento approvato, se le forze della maggioranza plaudevano alla modalità con la quale il presidente del Senato aveva condotto i lavori d'aula nonostante il clima di tumulto, i gruppi parlamentari del PCI e del PSI affidarono congiuntamente alla stampa un durissimo comunicato nel quale annunciavano la volontà di denunciare Ruini per attentato contro la costituzione dello Stato (art. 283 del codice penale) e attentato contro gli organi costituzionali (art. 289). L'iniziativa non ebbe seguito.

### Dopo la presidenza
Nelle elezioni del 1953 Meuccio Ruini non si ricandidò in Parlamento annunciando il ritiro dalla politica attiva e l'impegno a sviluppare l'approfondimento teorico delle questioni aperte dalla nuova Costituzione repubblicana, che si tradusse nella fondazione della collana I quaderni della Costituzione.
Nel 1957 fu tuttavia nominato primo presidente del Consiglio Nazionale dell'Economia e del Lavoro, che presiedette sino al maggio 1959. Del CNEL Ruini "può essere considerato il padre".
Il 2 marzo 1963 il presidente della Repubblica Antonio Segni lo nominò senatore a vita "per avere illustrato la Patria con altissimi meriti nel campo scientifico e sociale". Tenne l'incarico nominalmente nella III legislatura (all'atto della nomina il Parlamento era già stato sciolto e le elezioni indette per il successivo 28 aprile), e poi nella IV e nella V legislatura. Il 5 giugno 1968, nella seduta di insediamento del Senato, in qualità di senatore più anziano anagraficamente servì da presidente provvisorio sino all'elezione di Amintore Fanfani. Morì a 92 anni il 6 marzo 1970. Fu sepolto nel cimitero di Canossa, in provincia di Reggio Emilia.

## Vita privata
Ruini fu legato sentimentalmente sin dal primo decennio del Novecento a Maria Biggi, sposata al deputato socialista Angiolo Cabrini. All'epoca non esisteva l'istituto del divorzio e Ruini e Biggi poterono sposarsi solo nel 1938, dopo la morte di Cabrini. La coppia ebbe due figli: Anna (nata nel 1908) e Carlo (nato nel 1914).

## Pubblicazioni
- Le opere pubbliche in Calabria, Bergamo, 1913
- La questione meridionale e l'ora presente, Roma, 1914
- Il pensiero di Wilson, Bologna, 1918
- Il Consiglio nazionale del lavoro, Bologna, 1920
- Il fatto cooperativo in Italia, Bologna, 1922
- Le possibilità economiche d'Italia, Roma, 1922
- La democrazia e l'unione nazionale, Milano, 1925
- Le quattro vite di P. Rossi, in Nuova Rivista Storica, XIII, 1929, pp. 271–290
- Luigi Corvetto genovese, Ministro e restauratore delle finanze di Francia, Bari, 1929
- La signora di Staël, Bari 1931
- Verso la Costituzione, problemi della Costituzione, Roma, 1945
- Breve storia della Svizzera come nazione e come società di nazioni, Roma 1948
- Il diritto di stampa nella Costituzione, Milano, 1952
- Il Parlamento e la sua riforma, Milano, 1952
- Il referendum popolare e la revisione della Costituzione, Milano, 1953
- La funzione legislativa (tecnica delle leggi e lavori parlamentari), Milano, 1953
- La organizzazione sindacale e il diritto di sciopero nella Costituzione, Milano, 1954
- La nostra e le cento Costituzioni del mondo, Milano, 1961
- Profili di storia, Federico List, Milano, 1961
- Nazione e comunità di nazioni, dal nazionale al sovranazione, Milano, 1961
- Profili di storia. Pensatori e politici del Risorgimento e Presorgimento d'Italia, Milano, 1962
- Ricordi, Milano, 1973

## Incarichi parlamentari
- Presidente della Commissione per la Costituzione dal 19 luglio 1946 al 31 gennaio 1948
- Presidente del Senato della Repubblica dal 25 marzo al 25 giugno 1953